# Pļaviņas
Pļaviņas (ryska: Плявиняс) är en kommunhuvudort i Lettland.   Den ligger i kommunen Pļaviņu novads, i den centrala delen av landet, 110 km öster om huvudstaden Riga. Pļaviņas ligger 75 meter över havet och antalet invånare är 3 848.
Terrängen runt Pļaviņas är huvudsakligen platt. Pļaviņas ligger nere i en dal. Runt Pļaviņas är det glesbefolkat, med 11 invånare per kvadratkilometer. Närmaste större samhälle är Jēkabpils, 15,4 km sydost om Pļaviņas. I omgivningarna runt Pļaviņas växer i huvudsak blandskog.